# Невідома Україна. Золоте стремено
«Невідома Україна. Золоте стремено» — цикл українських документальних фільмів, присвячених історії української армії.
Кіноцикл складається із 12 15-хвилинних фільмів, створених Національною кінематекою України (спадкоємницею кіностудії «Київнаукфільм») у 1993 році.
Частина документального серіалу Невідома Україна.

## Опис серій
- Фільм 1. «Джерела Вітчизни»
Формування війська в Древній Русі, оборонні традиції і мистецтво ведення бою.
  - Автор сценарію: Станіслав Шевченко.
  - Режисер: Василь Кордун.
  - Оператор: Василь Кордун.
- Фільм 2. «Братіє і дружино»
Формування війська України-Русі в історичних обставинах IX—XII століть. Захисне і наступальне військове спорядження. Князі-полководці Олег, Святослав, Ярослав Мудрий, Данило Галицький.
  - Автор сценарію: Володимир Гайдай.
  - Режисер: Микола Бабаєнко.
  - Оператор: Валерій Башкатов.
- Фільм 3. «За Литовської доби»
Доля українських князівств і українського війська у XIII—XV століттях. Участь українського війська у Куликовській і Грюнвальдській битвах. Будівництво кам'яних фортець у Львові, Луцьку, Кам'янець-Подільському.
  - Автор сценарію: Володимир Гайдай.
  - Режисер: Микола Бабаєнко.
  - Оператор: Валерій Башкатов.
- Фільм 4. «Дике поле»
Події XIII—XVIII століть. Формування Запорізького козацтва, створення реєстрових козачих полків. Тактика ведення бою на суші і на морі. Отамани Підкова, Лобода, Наливайко, Сірко.
  - Автор сценарію: Таїсія Дмитрук.
  - Режисер: Василь Кордун.
  - Оператор: Василь Кордун.
- Фільм 5. «Запорозька Січ. Витоки»
Запорізька Січ на Хортиці. Перші гетьмани: Дмитро Вишневецький, Петро Сагайдачний, Северин Наливайко, Тарас Федорович, Трясило. Битви за звільнення України.
  - Автор сценарію: Володимир Капустян.
  - Режисер: Євген Гончаров.
  - Оператор: Володимир Ткаченко.
- Фільм 6. «Козацький флот»
Морські походи козаків на човнах-чайках до османських і кримськотатарських фортець Аккерман, Кілія, Варна, Кафа і Царьмісто. Звільнення українських невільників. Талановиті флотоводці: Шафран Шило, Сулима, Конашевич-Сагайдачний, Сірко. Тактика морського бою.
  - Автор сценарію: Тимур Хмельницький.
  - Режисер: Тимур Хмельницький.
  - Оператор: Марк Іосилевич.
- Фільм 7. «Зоряний час козацтва»
Перемоги козаків під керівництвом Богдана Хмельницького.
  - Автор сценарію: Володимир Капустян.
  - Режисер: Євген Гончаров.
  - Оператор: Володимир Ткаченко.
- Фільм 8. «Козаччина. Руїна»
Доля козацтва на Україні після смерті Богдана Хмельницького. Андрусівська угода: розподіл України між Польщею і Росією. Взаємовідносини Івана Мазепи з Петром I. Полтавська битва.
  - Автор сценарію: Володимир Капустян.
  - Режисер: Євген Гончаров.
  - Оператор: Володимир Ткаченко.
- Фільм 9. «Там, на горі, січ іде»
Рух січових стрільців на Галичині. Перемога на горі Маковка, під Болеховим, Галичем, Селенковцями. Бій під Бережанами. Культурно-просвітницька і благодійницька діяльність січових стрільців.
  - Автор сценарію: Георгій Давиденко.
  - Режисер: Георгій Давиденко.
  - Оператор: Анатолій Солопай.
- Фільм 10. «Гартуючи юнацтво»
Історія створення молодіжних організацій «Сокіл» (1893 р.), «Пласт» (1911 р.). Спогади політичного діяча, учасника товариства «Пласт» Романа Івановича Крип'якевича.
  - Автор сценарію: Георгій Давиденко.
  - Режисер: Георгій Давиденко.
  - Оператор: Анатолій Солопай.
- Фільм 11. "«З полону — за волю»
1917—1921 роки. Проголошення Української Народної Республіки. Формування першого січового куреня під керівництвом Євгенія Коновальця. Бій під Крутами. Берестейська угода. Перші дивізії української регулярної армії за часів гетьмана Скоропадського.
  - Автор сценарію: Георгій Давиденко.
  - Режисер: Георгій Давиденко.
  - Оператор: Анатолій Солопай.
- Фільм 12. «Останні лицарі»
Про зародження і тактику боротьби Української Повстанської Армії в період Другої світової війни згадують Слава Стецько, Василь Левкович, сільська вчителька Марія Довгань, члени організації Українських націоналістів.
  - Автор сценарію: Георгій Давиденко.
  - Режисер: Георгій Давиденко.
  - Оператор: Анатолій Солопай.